# نادي بورتسموث نورث سي للسباحة
نادي بورتسموث نورثسي للسباحة (PNSC) في بورتسموث، إنجلترا، هو أكبر نادي سباحة في هامبشاير الجنوبية. في السنوات الأخيرة، اشتهر النادي بتخريج سبّاحين أولمبيين مثل كاتي سيكستون، MBE، وجيما سبوفورث، بالإضافة إلى السبّاحة البارالمبية ولاعبة الترياثلون، لورين ستيدمان، OBE. قبل إغلاق المسابح خلال جائحة كوفيد-19، كان النادي يضم 250 عضوًا تتراوح أعمارهم بين 7 و 74 عامًا، ويقدم 80 حصة تدريبية أسبوعيًا يشرف عليها 10 مدربي سباحة، بالإضافة إلى مدرب للقوة والتكييف. يستخدم نادي بورتسموث نورثسي للسباحة أربعة مسابح في جميع أنحاء المدينة، مع مركز ماونتباتن الترفيهي كقاعدة رئيسية له، ويقدم برنامجًا لتعليم السباحة، وبطولات النادي السنوية، ومسابقات اللقاء المفتوح، ومهرجان سباحة عيد الفصح. اعتاد نادي PNSC التنافس في دوري أرينا ولكنه هبط إلى دوري روثر في العامين الماضيين بسبب ضعف القدرة التنافسية.

## التاريخ
يذكر النادي أنه تأسس عام 1927 وسمي على اسم حانة "نورثسي آرمز"، وهي حانة أغلقت أبوابها منذ ذلك الحين، في ستامشو. ومع ذلك، فإن مقالًا صدر عام 1933 في صحيفة بورتسموث إيفنينج نيوز يتتبع تأسيس النادي إلى صيف عام 1911، عندما افتتح مسبح ستامشاو لأول مرة. في عام 1919، دعا المشرف جورج بينج مؤيديه إلى اجتماع لتشكيل نادي سباحة واستئناف الأنشطة المائية، التي كانت قد توقفت خلال الحرب العالمية الأولى. نظرًا لعدم رغبتها في تسمية النادي "ستامشاو"، استقرت اللجنة في النهاية على اسم نادي نورثسي للسباحة بدلاً من "ساوثسي"، بسبب موقعه في الجزء الشمالي من المدينة. شكل نادي نورثسي للسباحة لاحقًا فريقًا لكرة الماء، فاز بمسابقة محلية عام 1926. في عام 1927، أصبح إدوين أ. بالمر رئيسًا للنادي، وتولى سي. إتش. ويب منصب السكرتير الفخري. في السنة الأولى تحت قيادة بالمر، توسعت عضوية النادي من 14 إلى 150 عضوًا، وبحلول عام 1933، وصل العدد إلى 516 عضوًا. في ذلك الوقت، كان لدى نادي نورثسي للسباحة أحد أقوى أقسام الناشئين في المقاطعة، وكان معروفًا بسباقه السنوي للسباحة في المياه المفتوحة إلى جزيرة وايت.
من بين المدربين البارزين السابقين في نادي بورتسموث نورثسي المدرب الدولي كريس نسبيت، الذي شغل منصب المدرب الرئيسي للنادي من عام 1980 إلى عام 2005. في عام 2009، انتقل النادي من مقره في حمامات سباحة فيكتوريا إلى مركز ماونتباتن الترفيهي الجديد، الذي يضم مسبحًا حديثًا بطول 50 مترًا و 8 حارات.

## أعضاء بارزون
على مر السنين، قام نادي بورتسموث نورثسي بتدريب العديد من السباحين البريطانيين الذين وصلوا إلى المسابقات الدولية مثل الألعاب الأولمبية والألعاب البارالمبية، ومن بينهم:
مونيكا فون، التي تنافست في الألعاب البارالمبية الصيفية لعامي 1976 و 1980، وفازت بتسع ميداليات ذهبية وميدالية فضية واحدة في السباحة؛
لورين ستيدمان، عضوة قديمة في نادي بورتسموث نورثسي تتدرب أيضًا مع نادي بورتسموث لألعاب القوى، وتنافست في أربع دورات الألعاب البارالمبية الصيفية – مرتين في السباحة ومرتين في الترياثلون – وفازت مؤخرًا بميدالية ذهبية في أولمبياد طوكيو 2020؛
كاتي سيكستون، التي سبحت لصالح بريطانيا العظمى في الألعاب الأولمبية الصيفية 2004؛ وتنافست في ثلاث دورات من ألعاب الكومنولث، وفازت بميدالية ذهبية في سباق 200 متر ظهر عام 1998؛ وأصبحت أول سباحة بريطانية تفوز بلقب بطولة العالم للألعاب المائية عام 2003؛
جيما سبوفورث، التي حملت الرقم القياسي العالمي في سباق 100 متر ظهر، وفازت بميدالية ذهبية في بطولة العالم للألعاب المائية 2009، وهي واحدة من ثماني ميداليات فازت بها في المسابقات الدولية؛
غرانت روبينز، قائد فريق إنجلترا في دورة ألعاب الكومنولث 2022 وكذلك دورة ألعاب الكومنولث 2018، والذي تنافس كسباح في دورة ألعاب 1990؛
مايك جودي، مدفعي سابق في سلاح الجو الملكي، فاز بأربع ميداليات ذهبية وواحدة برونزية في ألعاب إنفكتوس 2016 للجنود المصابين والجرحى.

## روابط خارجية
نادي بورتسموث نورثسي للسباحة
قالب:السباحة في المملكة المتحدة